# 勇士骨
《勇士骨》是創作於1938年的一首藝術歌曲，由陸華柏作曲，胡然作詞，後由蘇森墉編成男生四部合唱，迄今仍廣為傳頌。

## 簡介
民國二十六年盧溝橋事變時，中國人民以血肉之軀抗拒日本軍隊的攻擊。此曲即是以上述時空為背景而譜寫而成的。

## 歌詞
這原野啊！
曾流遍了英雄的血，
多少戰士為祖國作了光榮地犧牲，
和敵人一同倒臥在戰場上。
啊！炮火已經息了，
現在是一片死的原野，
只有西風在那裡哭泣，
在那裡憑弔。
紅葉輕輕地撫著白骨，
戰士，
你還躺在這裡做什麼？
「我嗎？」
他安靜地回答：
「我在等待最後勝利的消息」。